# Conflicto limítrofe entre Oruro y Potosí
Conflicto limítrofe entre Oruro y Potosí se refiere a una disputa territorial que actualmente existe entre dos departamentos de Bolivia, es decir el Departamento de Oruro y el Departamento de Potosí, como consecuencia de la inexactitud de los mapas y las respectivas fronteras entre ambos departamentos.

## Historia
La historia del conflicto de los límites fronterizos entre los departamentos de Oruro y Potosí se remonta prácticamente hasta el periodo colonial. Cuando los españoles llegaron al continente americano, nunca consideraron tomar en cuenta los espacios territoriales de los diferentes pueblos indígenas originarios campesinos que vivían en la zona, entre ellos se encontraban las comunidades aimaras, ayllus, markas y suyus de la región. Los españoles impusieron por la fuerza su propia lógica de organización territorial traída desde España que no tenía ninguna relación con las formas del manejo del espacio de dichos pueblos.
Es así que los primeros conflictos limítrofes entre el Departamento de Oruro y el Departamento de Potosí se registran a partir del año 1534 a consecuencia de la sobre posición de las estructuras organizativas territoriales y durante toda etapa colonial se llega a intensificar aún más el proceso de fragmentación territorial de los ayllus y las markas.
A principios del siglo XIX (1820), empieza a darse nuevamente otro proceso de organización territorial concentrando nuevamente a la población en pueblos y localidades ajenas a su realidad. Durante la etapa republicana y ya con la posterior creación de los diferentes departamentos y provincias, estos conflictos se reactivan en 1825 con mayor intensidad pues las autoridades de esa época tampoco tomaron en cuenta la configuración territorial ancestral.

## Conflicto por el denominativo del Salar
Según la versión orureña, lo que actualmente se conoce internacionalmente como "Salar de Uyuni", antiguamente se lo conocía como "Salar de Thunupa" ya desde la época colonial, pues Uyuni como tal recién se fundó en 1889 durante el gobierno del presidente Aniceto Arce Ruiz, acusando de esa manera a la ciudad potosina de haberse atribuido el nombre del salar sin ninguna autorización.

## Conflicto por Kachi Lodge

### Antecedentes
En mayo del año 2021, volvió a resurgir nuevamente un conflicto entre ambos departamentos y esta vez fue por el proyecto turístico hotelero "Kachi Lodge" perteneciente a la empresa privada "Amazing Escapes" de capitales suizo-boliviano, el cual había decidido instalar 8 domos en el Salar de Uyuni. Varios ciudadanos potosinos denunciaron este proyecto turístico ante sus respectivas autoridades departamentales, debido a que (según ellos) el Departamento de Oruro estaría promocionando el Salar de Uyuni a nivel internacional como un atractivo natural de esa región orureña y no como un atractivo turístico de Potosí.
El 21 de julio de 2021 y a través de los diferentes medios de comunicación bolivianos, se dio a conocer a la opinión pública que la prestigiosa Revista estadounidense TIME, en su edición de agosto, decidió destacar al Salar de Uyuni dentro de los "100 mejores destinos turísticos extraordinarios del planeta" para explorar en 2021. Ese mismo día, los gobernadores de Oruro Jhonny Vedia y de Potosí Jhonny Mamani se encontraban reunidos en la ciudad de La Paz con el viceministro de Autonomías Álvaro Ruiz y después de finalizada dicha reunión, el gobernador Mamani dijo ante los diferentes medios de comunicación que "Potosí no esta dispuesto a ceder ni cederá ni un solo milímetro de su territorio".

### Acciones desde el lado potosino
El 22 de julio de 2021, varias organizaciones sociales potosinas junto a sus respectivas autoridades departamentales se declararon en estado de emergencia ante el supuesto "avasallamiento" (según ellos) de una empresa extranjera que pretende consolidar su presencia de manera ilegal en el Salar de Uyuni a través de un "irregular permiso" que le había otorgado la gobernación de Oruro.
Entre el 22 y el 23 de julio, varios potosinos de los municipios de Uyuni, Llica y Tahua se autoconvocaron y en caravanas de buses y automóviles llegaron al lugar donde se encontraban los domos para solamente participar, según ellos, de una "Cumbre Departamental por el Territorio Potosino".

### Acciones desde el lado orureño
En cambio desde Oruro, su gobernador Johnny Vedia, decidió llamar a la calma y al diálogo a los pobladores de su Departamento, ordenando suspender inmediatamente la actividad cultural que la gobernación tenía programado realizar en la comunidad de Jirira con el objetivo de reactivar económicamente el turismo orureño. Ese mismo día 23 de julio, el gobernador de Oruro había decidido ir a reunirse con su homólogo en la localidad de Jirira, pero debido a los violentos acontecimientos suscitados con la quema de los domos, la gobernación orureña decidió suspender dicha reunión.

### Quema de los domos
El 23 de julio de 2021, algunos comunarios potosinos procedieron a destruir las instalaciones de la empresa de turismo y prenderle fuego a los domos turísticos que se encontraban en el lugar entre cruces de palabras y amagues de enfrentamientos con insultos, puñetes y patadas contra los pobladores de la comunidad orureña de "Jirira". A pesar de que en el lugar ya existía presencia policial, esta se vio rebasada por la cantidad de personas que se habían dado cita a dicho sector.